# A Columbus Blue Jackets játékosainak listája
A Columbus Blue Jackets egy profi jégkorong csapat a National Hockey League-ben. A csapatot 2000-ben alapították. Ez a lista azokat a játékosokat sorolja fel, akik legalább egy mérkőzésen jégre léptek a csapat színeiben.

Tartalom: 
| Ábécé szerinti tartalomjegyzék                      |
| --------------------------------------------------- |
| A B C D E F G H I J K L M N O P Q R S T U V W X Y Z |

## A
- Luke Adam,
- Kevyn Adams,
- Jamie Allison,
- Josh Anderson,
- Artem Anyiszimov,
- Cam Atkinson,
- Serge Aubin,
- Adrian Aucoin,
- Jonathan Audy-Marchessault,

## B
- Christian Backman,
- Jaroslav Balaštík,
- Cody Bass,
- François Beauchemin,
- Kris Beech,
- Blake Bellefeuille,
- Bryan Berard,
- Radim Bičánek,
- Michael Blunden,
- Szergej Bobrovszkij,
- Jared Boll,
- Brian Boucher,
- Rene Bourque,
- Bill Bowler,
- Darryl Boyce,
- Derick Brassard,
- Fred Brathwaite,
- Gilbert Brule,
- Dane Byers,

## C
- Jan Čaloun,
- Matt Calvert,
- Darcy Campbell,
- Anson Carter,
- Andrew Cassels,
- Michael Chaput,
- Jason Chimera,
- Chris Clark,
- David Clarkson,
- Grant Clitsome,
- Sean Collins,
- Blake Comeau,
- Mike Commodore,
- Ty Conklin,
- Kevin Connauton,
- Adam Cracknell,

## D
- Kevin Dahl,
- Marko Dano,
- Mathieu Darche,
- Matt Davidson,
- Andy Delmore,
- Marc Denis,
- Kevin Dineen,
- Derek Dorsett,
- Nick Drazenovic,
- Ted Drury,
- Wade Dubielewicz,
- Brandon Dubinsky,

## E
- Anders Eriksson,
- Tim Erixon,

## F
- Justin Falk,
- Nyikita Filatov,
- Szergej Fjodorov,
- Nick Foligno,
- Adam Foote,
- Anton Forsberg,
- Trevor Frischmon,
- Dan Fritsche,

## G
- Marián Gáborik,
- Bruce Gardiner,
- Mathieu Garon,
- Michael Gaul,
- Brian Gibbons,
- Colton Gillies,
- Curtis Glencross,
- Steven Goertzen,
- Cody Goloubef,
- Jean-Luc Grand-Pierre,
- Chris Gratton,
- Nate Guenin,

## H
- Ron Hainsey,
- Brett Harkins,
- Mark Hartigan,
- Scott Hartnell,
- Steve Heinze,
- Jan Hejda,
- Jamie Heward,
- Nick Holden,
- Brian Holzinger,
- Jan Hrdina,
- Cale Hulse,
- Shawn Hunwick
- Kristian Huselius,
- Hannes Hyvonen,

## J
- Tim Jackman,
- Boone Jenner,
- Ryan Johansen
- Aaron Johnson,
- Jack Johnson,
- Milan Jurčina,

## K
- Tomi Kallio,
- William Karlsson,
- Tomáš Káňa,
- Rostislav Klesla,
- Espen Knutsen,
- Chad Kolarik,
- Zenith Komarniski,
- Zenon Konopka,
- Robert Kron,
- František Kučera

## L
- Jean-François Labbé,
- Scott Lachance,
- Dan LaCosta,
- Brett Lebda,
- Pascal Leclaire,
- David LeNeveu,
- Jordan Leopold,
- Sami Lepistö,
- Mark Letestu,
- Trevor Letowski,
- Joakim Lindström,
- David Ling,

## M
- Craig MacDonald,
- Derek MacKenzie,
- Donald MacLean,
- Manny Malhotra,
- Steve Maltais,
- Mike Maneluk,
- Paul Manning,
- Todd Marchant,
- Grant Marshall,
- Radek Martíne,
- Steve Mason,
- Greg Mauldin,
- Makszim Majorov,
- Kent McDonell,
- Marc Methot,
- Fredrik Modin,
- Greg Moore,
- John Moore,
- Brad Moran,
- Ethan Moreau,
- Jeremy Morin,
- Joe Motzko,
- Andrew Murray,
- Ryan Murray,

## N
- Rick Nash,
- Andrej Nedorost,
- Chris Nielsen,
- Fredrik Norrena,
- Filip Novák,
- Jiří Novotný,
- Petteri Nummelin,
- Nyikita Nyikityin,

## O
- Lyle Odelein,
- Krzysztof Oliwa,

## P
- Nathan Paetsch,
- Samuel Påhlsson,
- Mike Pandolfo,
- Michael Peca,
- Alexandre Picard,
- Adam Pineault,
- Lasse Pirjetä,
- Geoff Platt,
- Tomáš Pöpperle,
- Sean Pronger,
- Václav Prospal,
- Dalton Prout,
- Martin Prusek,
- Jamie Pushor,

## Q
- Deron Quint,

## R
- Jeremy Reich,
- Luke Richardson,
- Craig Rivet,
- Todd Rohloff,
- Aaron Rome,
- Mathieu Roy,
- Michael Rupp,
- Kris Russell,
- Ryan Russell,
- Kerby Rychel,

## S
- Geoff Sanderson,
- Curtis Sanford,
- Peter Sarno,
- David Savard,
- Darrel Scoville,
- Sean Selmser,
- Tom Sestito,
- Cam Severson,
- Jody Shelley,
- Mike Sillinger,
- Ben Simon,
- Jack Skille,
- Blake Sloan,
- Jaroslav Špaček,
- Frédéric St-Denis,
- Anton Strålman,
- Radoslav Suchý,
- Darryl Sydor,
- Alekszandr Szeljvanov,
- Alekszandr Szvitov,

## T
- Dick Tärnström,
- Mattias Timander,
- Ole-Kristian Tollefsen,
- Raffi Torres,
- Corey Tropp,
- Ron Tugnutt,
- Dana Tyrell,
- Fjedor Tyutyin,

## U
- R. J. Umberger,
- Scottie Upshall,

## V
- Darren Van Impe,
- Antoine Vermette,
- Jakub Voráček,
- David Výborný,

## W
- Derrick Walser,
- Alexander Wennberg,
- Duvie Westcott,
- Ray Whitney,
- Jason Williams,
- Clay Wilson,
- Kyle Wilson,
- James Wisniewski,
- Tyler Wright,

## Y
- Allen York,
- Mike York,

## Z
- Nyikolaj Zsergyev,